# المنظمة الدولية للديمقراطية الإلكترونية المباشرة
المنظمة الدولية للديمقراطية الإلكترونية المباشرة (E2D) هي اتحاد دولي لحركة أحزاب الديمقراطية الإلكترونية المباشرة. يصف بيان الديمقراطية الإلكترونية المباشرة المبادئ السياسية الأساسية للأحزاب الأعضاء في المنظمة الدولية للديمقراطية الإلكترونية المباشرة.

## المشروع
للمساعدة في إنشاء وترويج أحزاب تقوم برامجها على عنصر واحد فقط، وهو: الديمقراطية المباشرة ("شكل من أشكال الديمقراطية التي سادت واستقرت في ضمير جماعة كافة المواطنين الذين اختاروا أن يشاركوا").
تكون الأحزاب التابعة للمنظمة الدولية للديمقراطية الإلكترونية المباشرة سياسية غير متحيزة وتستند أجندتهم كليًا على قرار الشعب المحدد عن طريق الاستفتاءات والمبادرات التي ينظمها أعضاء الحزب والمواطنون. ومن ثم، فإن هذه الأنظمة الممنهجة لا تسمح للمواطنين بالتصويت على مقترحات القوانين المقدمة من الأعضاء المنتخبين في البرلمان فحسب، بل تسمح لهم أيضًا باقتراح قوانين جديدة.

## المهمة
تتمثل مهمة المنظمة الدولية للديمقراطية الإلكترونية المباشرة (E2D) في:
"
المساعدة في ترسيخ الاتصالات والتعاون بين politically-الأحزاب الديمقراطية الإلكترونية المباشرة المحايدة في جميع أنحاء العالم ودعم العلاقات بينها وتعزيزها والمحافظة عليها."

## بيان المنظمة الدولية للديمقراطية الإلكترونية المباشرة
إن بيان المنظمة الدولية للديمقراطية الإلكترونية المباشرة، الذي تمت صياغته في فبراير 2011 بشكل تعاوني بين ممثلين عن منظمة مواطنون من أجل الديمقراطية المباشرة وحزب كندا الإلكتروني والحزب الإلكتروني ومنظمة الديمقراطية النشطة ومنظمة ديمواكس ومنظمة سيناتور على الإنترنت وحزب رومانيا الإلكتروني باستخدام الموقع الإلكتروني Participedia.net، هو وثيقة تصف المبادئ السياسية الأساسية الدولية للمنظمة الدولية للديمقراطية الإلكترونية المباشرة. وقد تم استلهام بيان المنظمة الدولية للديمقراطية الإلكترونية المباشرة من أفكار آكي أور، وغيرها.

## الأحزاب
في جميع أنحاء العالم، بدأت الأحزاب والجمعيات التابعة للمنظمة الدولية للديمقراطية الإلكترونية المباشرة بشكل مستقل على المستويات المحلية والإقليمية والوطنية، مستوحاة من القوة التعاونية للإنترنت لتطبيق فكرة الديمقراطية المباشرة الحقيقية على الساحة السياسية ومنح السلطة للشعب.
| الدولة الاسم! | حالة التسجيل                              | عضو المنظمة الدولية للديمقراطية الإلكترونية المباشرة | منتخبة | نظام التصويت |                          |
| ------------- | ----------------------------------------- | ---------------------------------------------------- | ------ | ------------ | ------------------------ |
| أستراليا      | سيناتور على الإنترنت                      | Officially registered                                | نعم    | لا           | —                        |
| بلجيكا        | مواطنون من أجل الديمقراطية المباشرة       | Officially registered                                | نعم    | لا           | —                        |
| كندا          | حزب كندا الإلكتروني / حزب كندا الإلكتروني | Officially registered                                | لا     | لا           | الملكية                  |
| الدنمارك      | الديمقراطية المباشرة                      | Active but unregistered                              | لا     | لا           | —                        |
| المجر         | حزب الديمقراطية الإلكترونية               | Officially registered                                | لا     | لا           | —                        |
| إسرائيل       | هايشيرا                                   | لا                                                   | لا     | لا           | —                        |
| إيطاليا       | الديمقراطيون المباشرون                    | لا                                                   | لا     | لا           | —                        |
| نيوزيلندا     | حزب الديمقراطية المباشرة النيوزيلندي      | Registration was cancelled                           | لا     | لا           | —                        |
| نيوزيلندا     | حزب أورنز                                 | لا                                                   | لا     | لا           | —                        |
| رومانيا       | حزب رومانيا الإلكتروني                    | Active but unregistered                              | نعم    | لا           | —                        |
| سلوفينيا      | Svojpolitik.si                            | Active but unregistered                              | نعم    | لا           | —                        |
| إسبانيا       | الحزب الإلكتروني                          | Officially registered                                | لا     | لا           | —                        |
| السويد        | الديمقراطية النشطة                        | Active but unregistered                              | نعم    | لا           | http://gov.e2d.se/ حكومة |
| السويد        | ديمواكس                                   | Officially registered                                | نعم    | نعم          | دروبال                   |

## وصلات خارجية
- Aktiv Demokrati
- Citizens for Direct Democracy
- Dimopolis
- Democratici Diretti
- Direct Democracy Party of New Zealand
- Demoex
- Hayeshira
- Online Party of Canada
- OurNZ Party
- Partido de Internet
- Partidul Romania Online
- Party of Internet Democracy
- Senator Online
- Svojpolitik.si

## كتابات أخرى
- Orr, A.  [لغات أخرى]‏ (2007). Big Business, Big Government or Direct Democracy: Who Should Shape Society? online version
- Gutmann, A. D., Thompson, F. (2004). “Why Deliberative Democracy?”, Princeton University Press, Google Books
- JaSurowiecki, James (2004). The Wisdom of Crowds: Why the Many Are Smarter Than the Few and How Collective Wisdom Shapes Business, Economies, Societies and Nations Little, Brown ISBN 0-316-86173-1
- Ober, Josiah (1989). Mass and Elite in Democratic Athens: Rhetoric, Ideology and the Power of the People. Princeton
- Ober, Josiah and C. Hendrick (edds) (1996). Demokratia: a conversation on democracies, ancient and modern. Princeton
- Raaflaub K. A., Ober J., Wallace R. W. (2007) Origins of Democracy in Ancient Greece, University of California Press.